# Itame minata
Itame minata är en fjärilsart som beskrevs av Samuel E. Cassino 1928. Itame minata ingår i släktet Itame och familjen mätare. Inga underarter finns listade i Catalogue of Life.